# Snape
Snape és un petit poble del comtat anglès de Suffolk, al costat del riu Alde, proper a Aldeburgh. Té uns 600 habitants, mesurats a 611 al cens del 2011. Snape és ara més conegut per l'Snape Maltings, que ja no és d'ús comercial, sinó que es converteix en un centre turístic junt amb una sala de concerts que acull la part important del Festival d'Aldeburgh anual.
A l'Anglaterra anglosaxona, Snape va ser el lloc d'un enterrament de vaixells anglosaxons.

## Enllaços i fonts externes
- El Consell Parroquial va mantenir el lloc per a Snape Village, Suffolk